# Phân tích PEST
Phân tích PEST giúp bạn xác định được các yếu tố bên ngoài mà có khả năng là cơ hội hoặc thách thức đối với doanh nghiệp của bạn:
P (Politics) - Các yếu tố chính trị và luật pháp có thể tác động tới ngành kinh doanh của bạn, ví dụ Luật Doanh nghiệp và Luật Đầu tư 2005
E (Economics)- Các yếu tố kinh tế, ví dụ như thay đổi trong giá dầu, hoặc GPD tăng trưởng cao
S (Social)- Các yếu tố xã hội như thay đổi về niềm tin hoặc thái độ từ việc tăng thu nhập hoặc tiếp cận với các xu hướng quốc tế
T (Technology) - Các yếu tố về kỹ thuật như tăng việc sử dụng Internet hoặc có thêm nhiều thông tin trên mạng về lĩnh vực kinh doanh của bạn.
PEST là công cụ phân tích liên quan đến những yếu tố vĩ mô, bên ngoài môi trường kinh doanh của mỗi doanh nghiệp. Thường dùng trong các phân tích chiến lược kinh doanh, chiến lược marketing.
sau khi